# Korzeniarowate

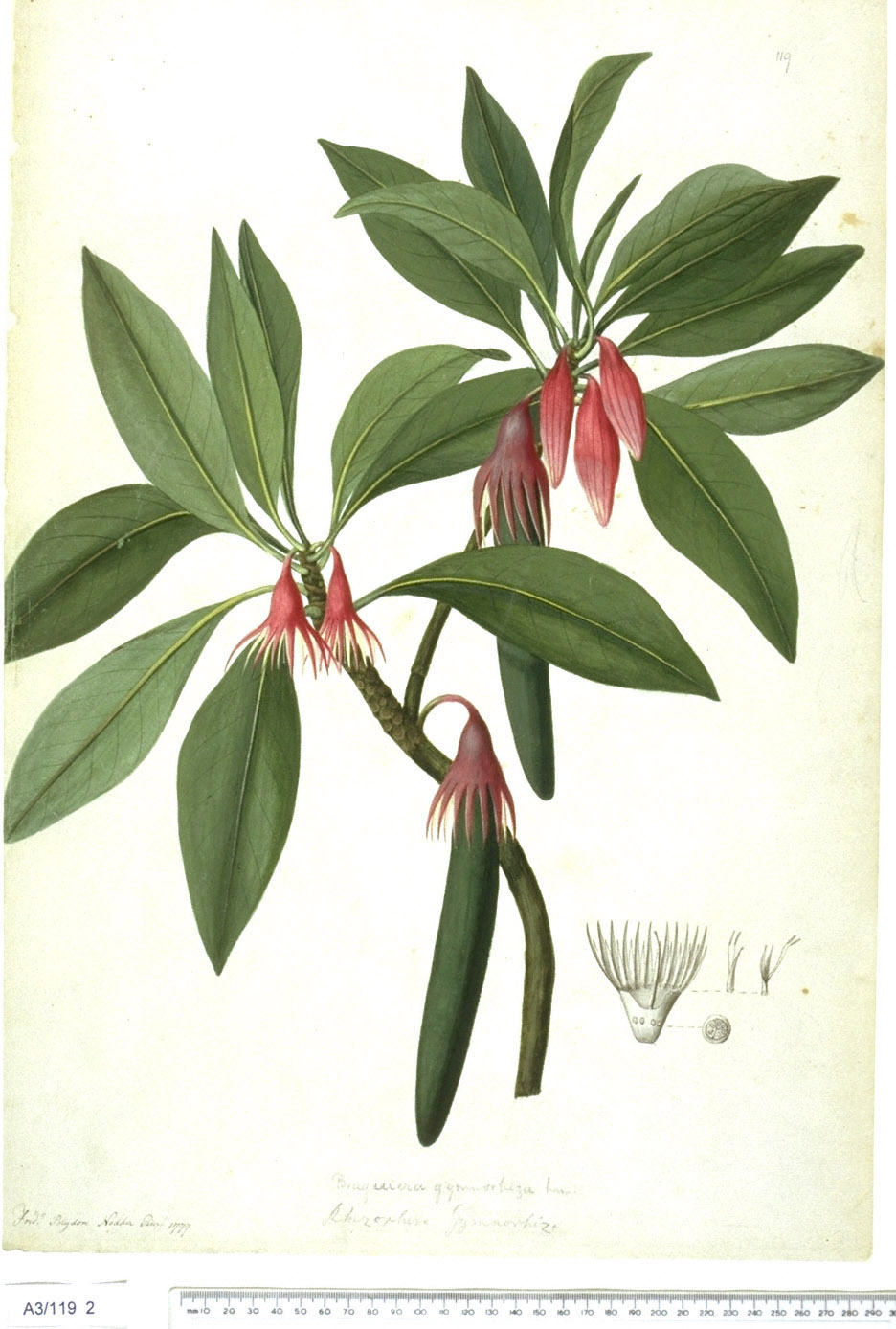
Bruguiera gymnorrhiza

Korzeniarowate, srożypłatowate (Rhizophoraceae Pers.) – rodzina roślin okrytonasiennych z rzędu malpigiowców. Skupia około 150 gatunków z kilkunastu rodzajów spotykanych na wszystkich kontynentach w strefie tropikalnej. Ślady kopalne wskazują na ich dawne występowanie także w Europie. Rośliny te rosną zarówno wzdłuż wybrzeży morskich, jak i w głębi lądu, przy czym do najbardziej znanych należą te tworzące lasy namorzynowe (rodzaje: korzeniara Rhizophora, Bruguiera, Ceriops i Kandelia). Rośliny te wykorzystywane są wyrobu węgla drzewnego, drewno niektórych gatunków ma znaczenie komercyjne, często wykorzystywane jest też w wiwariach. Największą rolę rośliny te odgrywają jednak w ochronie brzegów morskich.

## Morfologia
PokrójZimozielone rośliny krzewiaste i drzewa, często z korzeniami powietrznymi i zgrubiałymi węzłami.
LiścieOkazałe, skórzaste i naprzeciwległe, rzadziej okółkowe, często skupione na końcach pędów. Całobrzegie lub w różnym stopniu piłkowate (czasem tylko w górnej części liścia).
KwiatyObupłciowe i promieniste, często z hypancjum – dno kwiatowe talerzykowate lub wydłużone obejmuje dolną, wpół dolną, czasem górną zalążnię. Powstaje ona z dwóch do pięciu, rzadko z 20 owocolistków. Szyjka słupka jest pojedyncza, rzadko są trzy. W każdej przegrodzie znajdują się zwykle po dwa centralnie ułożone zalążki. Pręciki wyrastają w jednym okółku (nawet jeśli ich liczba jest zwielokrotniona), zwykle pojedynczo lub w kępkach otoczone są przez zwijające się lub podzielone płatki korony. Okazałe działki kielicha (od 3 do 16) są mięsiste i pozostają na owocu.
OwoceZwykle jagody, rzadziej skórzaste i niepękające torebki albo pestkowce. Zawierają od jednego do wielu nasion. U czterech rodzajów występuje żyworodność – zarodek rozwija się i kiełkuje wewnątrz owocu wiszącego jeszcze na roślinie matecznej.

## Systematyka
Pozycja systematyczna według APweb (aktualizowany system APG IV z 2016)
Rodzina siostrzana dla krasnodrzewowatych (Erythroxylaceae) w obrębie obszernego rzędu malpigiowców (Malpighiales) należącego do kladu różowych w obrębie okrytonasiennych.
|  | Ctenolophonaceae                                                                                       |
|  | |
|  | \| \| Erythroxylaceae – krasnodrzewowate \| \| \| \| \| \| Rhizophoraceae – korzeniarowate \| \| \| \| |
|  | |
|  | Erythroxylaceae – krasnodrzewowate                                                                     |
|  | |
|  | Rhizophoraceae – korzeniarowate                                                                        |
|  | |

|  | Erythroxylaceae – krasnodrzewowate |
|  |                                    |
|  | Rhizophoraceae – korzeniarowate    |
|  |                                    |

|  | Irvingiaceae – irwingiowate |
|  |                             |
|  | Pandaceae                   |
|  |                             |

|  | Clusiaceae – kluzjowate |
|  |                         |
|  | Bonnetiaceae            |
|  |                         |

|  | Calophyllaceae – gumiakowate                                                                   |
|  |                                                                                                |
|  | \| \| Hypericaceae – dziurawcowate \| \| \| \| \| \| Podostemaceae – zasennikowate \| \| \| \| |
|  |                                                                                                |
|  | Hypericaceae – dziurawcowate                                                                   |
|  |                                                                                                |
|  | Podostemaceae – zasennikowate                                                                  |
|  |                                                                                                |

|  | Hypericaceae – dziurawcowate  |
|  |                               |
|  | Podostemaceae – zasennikowate |
|  |                               |

|  | Clusiaceae – kluzjowate |
|  |                         |
|  | Bonnetiaceae            |
|  |                         |

|  | Calophyllaceae – gumiakowate                                                                   |
|  |                                                                                                |
|  | \| \| Hypericaceae – dziurawcowate \| \| \| \| \| \| Podostemaceae – zasennikowate \| \| \| \| |
|  |                                                                                                |
|  | Hypericaceae – dziurawcowate                                                                   |
|  |                                                                                                |
|  | Podostemaceae – zasennikowate                                                                  |
|  |                                                                                                |

|  | Hypericaceae – dziurawcowate  |
|  |                               |
|  | Podostemaceae – zasennikowate |
|  |                               |

|  | Clusiaceae – kluzjowate |
|  |                         |
|  | Bonnetiaceae            |
|  |                         |

|  | Calophyllaceae – gumiakowate                                                                   |
|  |                                                                                                |
|  | \| \| Hypericaceae – dziurawcowate \| \| \| \| \| \| Podostemaceae – zasennikowate \| \| \| \| |
|  |                                                                                                |
|  | Hypericaceae – dziurawcowate                                                                   |
|  |                                                                                                |
|  | Podostemaceae – zasennikowate                                                                  |
|  |                                                                                                |

|  | Hypericaceae – dziurawcowate  |
|  |                               |
|  | Podostemaceae – zasennikowate |
|  |                               |

|  | Clusiaceae – kluzjowate |
|  |                         |
|  | Bonnetiaceae            |
|  |                         |

|  | Calophyllaceae – gumiakowate                                                                   |
|  |                                                                                                |
|  | \| \| Hypericaceae – dziurawcowate \| \| \| \| \| \| Podostemaceae – zasennikowate \| \| \| \| |
|  |                                                                                                |
|  | Hypericaceae – dziurawcowate                                                                   |
|  |                                                                                                |
|  | Podostemaceae – zasennikowate                                                                  |
|  |                                                                                                |

|  | Hypericaceae – dziurawcowate  |
|  |                               |
|  | Podostemaceae – zasennikowate |
|  |                               |

|  | Ctenolophonaceae                                                                                       |
|  | |
|  | \| \| Erythroxylaceae – krasnodrzewowate \| \| \| \| \| \| Rhizophoraceae – korzeniarowate \| \| \| \| |
|  | |
|  | Erythroxylaceae – krasnodrzewowate                                                                     |
|  | |
|  | Rhizophoraceae – korzeniarowate                                                                        |
|  | |

|  | Erythroxylaceae – krasnodrzewowate |
|  |                                    |
|  | Rhizophoraceae – korzeniarowate    |
|  |                                    |

|  | Irvingiaceae – irwingiowate |
|  |                             |
|  | Pandaceae                   |
|  |                             |

|  | Clusiaceae – kluzjowate |
|  |                         |
|  | Bonnetiaceae            |
|  |                         |

|  | Calophyllaceae – gumiakowate                                                                   |
|  |                                                                                                |
|  | \| \| Hypericaceae – dziurawcowate \| \| \| \| \| \| Podostemaceae – zasennikowate \| \| \| \| |
|  |                                                                                                |
|  | Hypericaceae – dziurawcowate                                                                   |
|  |                                                                                                |
|  | Podostemaceae – zasennikowate                                                                  |
|  |                                                                                                |

|  | Hypericaceae – dziurawcowate  |
|  |                               |
|  | Podostemaceae – zasennikowate |
|  |                               |

|  | Clusiaceae – kluzjowate |
|  |                         |
|  | Bonnetiaceae            |
|  |                         |

|  | Calophyllaceae – gumiakowate                                                                   |
|  |                                                                                                |
|  | \| \| Hypericaceae – dziurawcowate \| \| \| \| \| \| Podostemaceae – zasennikowate \| \| \| \| |
|  |                                                                                                |
|  | Hypericaceae – dziurawcowate                                                                   |
|  |                                                                                                |
|  | Podostemaceae – zasennikowate                                                                  |
|  |                                                                                                |

|  | Hypericaceae – dziurawcowate  |
|  |                               |
|  | Podostemaceae – zasennikowate |
|  |                               |

|  | Clusiaceae – kluzjowate |
|  |                         |
|  | Bonnetiaceae            |
|  |                         |

|  | Calophyllaceae – gumiakowate                                                                   |
|  |                                                                                                |
|  | \| \| Hypericaceae – dziurawcowate \| \| \| \| \| \| Podostemaceae – zasennikowate \| \| \| \| |
|  |                                                                                                |
|  | Hypericaceae – dziurawcowate                                                                   |
|  |                                                                                                |
|  | Podostemaceae – zasennikowate                                                                  |
|  |                                                                                                |

|  | Hypericaceae – dziurawcowate  |
|  |                               |
|  | Podostemaceae – zasennikowate |
|  |                               |

|  | Clusiaceae – kluzjowate |
|  |                         |
|  | Bonnetiaceae            |
|  |                         |

|  | Calophyllaceae – gumiakowate                                                                   |
|  |                                                                                                |
|  | \| \| Hypericaceae – dziurawcowate \| \| \| \| \| \| Podostemaceae – zasennikowate \| \| \| \| |
|  |                                                                                                |
|  | Hypericaceae – dziurawcowate                                                                   |
|  |                                                                                                |
|  | Podostemaceae – zasennikowate                                                                  |
|  |                                                                                                |

|  | Hypericaceae – dziurawcowate  |
|  |                               |
|  | Podostemaceae – zasennikowate |
|  |                               |

Wykaz rodzajów
- Anopyxis (Pierre) Engl.
- Blepharistemma Wall. ex Benth.
- Bruguiera Savigny
- Carallia Roxb.
- Cassipourea Aubl.
- Ceriops Arn.
- Comiphyton Floret
- Crossostylis J. R. Forst. & G. Forst.
- Dactylopetalum Benth.
- Gynotroches Blume
- Kandelia (DC.) Wight & Arn.
- Macarisia Thouars
- Paradrypetes Kuhlm.
- Pellacalyx Korth.
- Rhizophora L. – korzeniara
- Sterigmapetalum Kuhlm.

## Zastosowanie
Gatunki drzewiaste mają drewno ciężkie i twarde, chętnie wykorzystywane na opał lub w budownictwie. Ze względu na wyjątkowo dużą zawartość garbników (w korze nawet do 45%) rośliny te używane są także w garbarstwie. Kiełkujące siewki roślin z  rodzaju Bruguiera są spożywane na Półwyspie Malajskim.